# Academic Ranking of World Universities
La Academic Ranking of World Universities o ARWU (in italiano Classifica accademica delle università mondiali) è una classifica redatta dall'Università Jiao Tong di Shanghai per valutare i principali istituti di istruzione terziaria nel mondo (in Asia, America, Europa e Oceania).
La classifica è una delle tre maggiormente note al mondo, insieme con la QS World University Rankings e la Times Higher Education World University Rankings. È considerata una classifica obiettiva formulata con una metodologia coerente. Tuttavia, vi sono state anche critiche sull'asserita presa in maggiore considerazione delle scienze naturali rispetto alle scienze sociali e alle scienze umane, e per il mancato inserimento tra i criteri di valutazione di alcuni riconoscimenti come il Turing Award e la Bruce Gold Medal.
Dopo le prime 100 università, sebbene sia possibile calcolare la posizione effettiva per mezzo dei dati forniti, gli atenei successivi sono riportati in gruppi di 50 ed elencati in semplice ordine alfabetico. Tuttavia alcuni mezzi di comunicazione hanno erroneamente interpretato questo ordinamento alfabetico come un ordinamento basato sulla qualità, riportando classifiche errate.

## Metodo
La metodologia usata dalla classica ARWU è di tipo accademico, orientato alla ricerca. La classifica compara 1200 istituzioni accademiche sulla base di alcuni criteri ai quali attribuisce un valore percentuale:
- Il numero di premi Nobel e medaglie Fields ottenuti dagli alunni (10 percento)
- Il numero di premi Nobel, medaglie Fields presenti nel corpo accademico (20 percento)
- Numero di Highly Cited Researcher[8] presenti nel corpo accademico (20 percento)  (determinati da Clarivate Analytics, precedentemente Thomson Reuters)
- Il numero di articoli pubblicati in pubblicazioni accademiche, Nature e Science (20 percento)
- Il cosiddetto Science Citation Index (un indice usato in scientometria riguardante le citazioni contenute in circa 600 delle riviste più influenti del settore scientifico) e il Social Sciences Citation Index (20 percento)
- Il rendimento procapite dell'istituzione comparato sulla base degli indicatori precedenti (10 percento).

La metodologia è descritta sul sito di ARWU.

## Classifica
La tabella che segue elenca la collocazione dal 2003 al 2020 dei primi cento atenei. Per compilare la lista, sono comparate 1200 università nel mondo.
| Institution                                     | 2003    | 2004    | 2005    | 2006    | 2007    | 2008    | 2009    | 2010    | 2011    | 2012    | 2013    | 2014    | 2015    | 2016 | 2017 | 2018 | 2019 | 2020 |
| ----------------------------------------------- | ------- | ------- | ------- | ------- | ------- | ------- | ------- | ------- | ------- | ------- | ------- | ------- | ------- | ---- | ---- | ---- | ---- | ---- |
| Harvard University                              | 1       | 1       | 1       | 1       | 1       | 1       | 1       | 1       | 1       | 1       | 1       | 1       | 1       | 1    | 1    | 1    | 1    | 1    |
| Stanford University                             | 2       | 2       | 3       | 3       | 2       | 2       | 2       | 3       | 2       | 2       | 2       | 2       | 2       | 2    | 2    | 2    | 2    | 2    |
| University of Cambridge                         | 5       | 3       | 2       | 2       | 4       | 4       | 4       | 5       | 5       | 5       | 5       | 5       | 5       | 4    | 3    | 3    | 3    | 3    |
| Massachusetts Institute of Technology           | 6       | 5       | 5       | 5       | 5       | 5       | 5       | 4       | 3       | 3       | 4       | 3       | 3       | 5    | 4    | 4    | 4    | 4    |
| University of California, Berkeley              | 4       | 4       | 4       | 4       | 3       | 3       | 3       | 2       | 4       | 4       | 3       | 4       | 4       | 3    | 5    | 5    | 5    | 5    |
| Princeton University                            | 7       | 7       | 8       | 8       | 8       | 8       | 8       | 7       | 7       | 7       | 7       | 6       | 6       | 6    | 6    | 6    | 6    | 6    |
| Columbia University                             | 10      | 9       | 7       | 7       | 7       | 7       | 7       | 8       | 8       | 8       | 8       | 8       | 8       | 9    | 8    | 8    | 8    | 7    |
| California Institute of Technology              | 3       | 6       | 6       | 6       | 6       | 6       | 6       | 6       | 6       | 6       | 6       | 7       | 7       | 8    | 9    | 9    | 9    | 8    |
| University of Oxford                            | 9       | 8       | 10      | 10      | 10      | 10      | 10      | 10      | 10      | 10      | 10      | 9       | 10      | 7    | 7    | 7    | 7    | 9    |
| University of Chicago                           | 11      | 10      | 9       | 8       | 9       | 9       | 9       | 9       | 9       | 9       | 9       | 9       | 9       | 10   | 10   | 10   | 10   | 10   |
| Yale University                                 | 8       | 11      | 11      | 11      | 11      | 11      | 11      | 11      | 11      | 11      | 11      | 11      | 11      | 11   | 11   | 12   | 11   | 11   |
| Cornell University                              | 12      | 12      | 12      | 12      | 12      | 12      | 12      | 12      | 13      | 13      | 13      | 13      | 13      | 13   | 14   | 12   | 13   | 12   |
| University of California, Los Angeles           | 15      | 16      | 14      | 14      | 13      | 13      | 13      | 13      | 12      | 12      | 12      | 12      | 12      | 12   | 12   | 11   | 11   | 13   |
| Paris-Saclay University                         | 72      | 48      | 61      | 64      | 52      | 49      | 43      | 45      | 40      | 37      | 39      | 42      | 41      | 46   | 41   | 42   | 37   | 14   |
| Johns Hopkins University                        | 24      | 22      | 19      | 20      | 19      | 20      | 19      | 18      | 18      | 17      | 17      | 17      | 16      | 16   | 18   | 18   | 16   | 15   |
| University of Washington                        | 16      | 20      | 17      | 17      | 16      | 16      | 16      | 16      | 16      | 16      | 16      | 15      | 15      | 15   | 13   | 14   | 14   | 16   |
| University College London                       | 20      | 25      | 26      | 26      | 25      | 22      | 21      | 21      | 20      | 21      | 21      | 20      | 18      | 17   | 16   | 17   | 15   | 16   |
| University of California, San Diego             | 14      | 13      | 13      | 13      | 14      | 14      | 14      | 14      | 15      | 15      | 14      | 14      | 14      | 14   | 15   | 15   | 18   | 18   |
| University of Pennsylvania                      | 18      | 15      | 15      | 15      | 15      | 15      | 15      | 15      | 14      | 14      | 15      | 16      | 17      | 18   | 17   | 16   | 17   | 19   |
| Swiss Federal Institute of Technology in Zurich | 25      | 27      | 27      | 27      | 27      | 24      | 23      | 23      | 23      | 23      | 20      | 19      | 20      | 19   | 19   | 19   | 19   | 20   |
| University of California, San Francisco         | 13      | 17      | 18      | 18      | 18      | 18      | 18      | 18      | 17      | 18      | 18      | 18      | 18      | 21   | 21   | 21   | 20   | 21   |
| University of Michigan                          | 21      | 19      | 21      | 21      | 21      | 21      | 22      | 22      | 22      | 22      | 23      | 22      | 22      | 23   | 24   | 27   | 20   | 22   |
| University of Toronto                           | 23      | 24      | 24      | 24      | 23      | 24      | 27      | 27      | 26      | 27      | 28      | 24      | 25      | 27   | 23   | 23   | 24   | 23   |
| Università Washington a Saint Louis             | 22      | 28      | 28      | 28      | 28      | 29      | 29      | 30      | 31      | 31      | 32      | 32      | 32      | 23   | 20   | 20   | 22   | 23   |
| Imperial College London                         | 17      | 23      | 23      | 23      | 23      | 27      | 26      | 26      | 24      | 24      | 24      | 22      | 23      | 22   | 27   | 24   | 23   | 25   |
| University of Tokyo                             | 19      | 14      | 20      | 19      | 20      | 19      | 20      | 20      | 21      | 20      | 21      | 21      | 21      | 20   | 24   | 22   | 25   | 26   |
| Duke University                                 | 32      | 31      | 32      | 31      | 32      | 32      | 31      | 35      | 35      | 36      | 31      | 31      | 31      | 25   | 26   | 26   | 28   | 27   |
| New York University                             | 55      | 32      | 29      | 29      | 30      | 31      | 32      | 31      | 29      | 27      | 27      | 27      | 27      | 29   | 29   | 32   | 30   | 27   |
| Tsinghua University                             | 201-250 | 202-301 | 153-202 | 151-200 | 151-202 | 201-302 | 201-302 | 151-200 | 151-200 | 151-200 | 151-200 | 101-150 | 101-150 | 58   | 48   | 45   | 43   | 29   |
| Northwestern University                         | 29      | 30      | 31      | 33      | 29      | 30      | 30      | 29      | 30      | 30      | 30      | 28      | 27      | 26   | 22   | 25   | 29   | 30   |
| University of North Carolina at Chapel Hill     | 52      | 56      | 55      | 59      | 58      | 38      | 39      | 41      | 42      | 41      | 43      | 36      | 39      | 35   | 33   | 30   | 33   | 30   |
| University of Wisconsin–Madison                 | 27      | 18      | 16      | 16      | 17      | 17      | 17      | 17      | 19      | 19      | 19      | 24      | 24      | 28   | 28   | 28   | 27   | 32   |
| University of Copenhagen                        | 65      | 59      | 57      | 56      | 46      | 45      | 43      | 40      | 43      | 44      | 42      | 39      | 35      | 30   | 30   | 29   | 26   | 33   |
| Kyoto University                                | 30      | 21      | 22      | 22      | 22      | 23      | 24      | 24      | 27      | 26      | 26      | 26      | 26      | 32   | 35   | 35   | 32   | 34   |
| University of Melbourne                         | 92      | 82      | 82      | 78      | 79      | 73      | 75      | 62      | 60      | 57      | 54      | 44      | 44      | 40   | 39   | 38   | 41   | 35   |
| PSL University                                  | /       | /       | /       | /       | /       | /       | /       | /       | /       | /       | /       | /       | /       | /    | /    | /    | /    | 36   |
| University of Manchester                        | 89      | 78      | 53      | 50      | 48      | 40      | 41      | 44      | 38      | 40      | 41      | 38      | 41      | 35   | 38   | 34   | 33   | 36   |
| University of British Columbia                  | 35      | 36      | 37      | 36      | 36      | 35      | 36      | 36      | 37      | 39      | 40      | 37      | 40      | 34   | 31   | 43   | 35   | 38   |
| Sorbonne University                             | /       | /       | /       | /       | /       | /       | /       | /       | /       | /       | /       | /       | /       | /    | /    | 36   | 44   | 39   |
| University of Minnesota                         | 37      | 33      | 32      | 32      | 33      | 28      | 28      | 28      | 28      | 29      | 29      | 30      | 30      | 33   | 34   | 37   | 41   | 40   |
| University of Texas at Austin                   | 47      | 40      | 36      | 39      | 38      | 39      | 38      | 38      | 35      | 35      | 36      | 39      | 37      | 44   | 51   | 40   | 45   | 41   |
| University of Edinburgh                         | 43      | 47      | 47      | 52      | 53      | 55      | 53      | 54      | 53      | 51      | 51      | 45      | 47      | 41   | 32   | 32   | 31   | 42   |
| Rockefeller University                          | 28      | 29      | 30      | 30      | 30      | 32      | 32      | 34      | 33      | 32      | 34      | 33      | 33      | 37   | 36   | 30   | 35   | 43   |
| University of Colorado Boulder                  | 31      | 34      | 35      | 34      | 34      | 34      | 34      | 32      | 32      | 33      | 33      | 34      | 34      | 38   | 43   | 38   | 38   | 44   |
| Karolinska Institute                            | 39      | 46      | 45      | 48      | 53      | 51      | 50      | 42      | 44      | 42      | 44      | 47      | 48      | 44   | 44   | 44   | 38   | 45   |
| University of Illinois at Urbana–Champaign      | 45      | 25      | 25      | 25      | 26      | 26      | 25      | 25      | 25      | 25      | 25      | 28      | 29      | 30   | 37   | 41   | 38   | 45   |
| King's College London                           | 75      | 77      | 80      | 83      | 83      | 81      | 65      | 63      | 68      | 68      | 67      | 59      | 55      | 50   | 46   | 56   | 51   | 47   |
| University of Texas Southwestern Medical Center | 34      | 36      | 38      | 38      | 39      | 41      | 48      | 49      | 51      | 48      | 46      | 45      | 44      | 43   | 48   | 48   | 49   | 48   |
| Peking University                               | 251-300 | 202-301 | 203-300 | 201-300 | 203-304 | 201-302 | 201-302 | 151-200 | 201-300 | 151-200 | 151-200 | 101-150 | 101-150 | 71   | 71   | 57   | 53   | 49   |
| University of California, Santa Barbara         | 26      | 35      | 34      | 35      | 35      | 36      | 35      | 32      | 33      | 34      | 35      | 41      | 38      | 42   | 45   | 46   | 48   | 49   |

### Annotazioni
1. ↑  Order shown in accordance with the latest result.